# Comazzo
Comazzo ist eine Gemeinde mit 2341 Einwohnern (Stand 31. Dezember 2023) in der Provinz Lodi in der italienischen Region Lombardei.

## Ortsteile
Im Gemeindegebiet liegen neben dem Hauptort die Fraktion Lavagna, sowie der Wohnplatz Bocchi.